# Sábados felices
Sábados Felices es un programa humorístico de la televisión colombiana, producido por Caracol Televisión. Tiene 53 años al aire. Su actual director es Francisco Javier Bohórquez, tras la salida de Alí Humar en 2019. Es actualmente el programa de humor más longevo de la historia de la televisión a nivel mundial, tal como fue otorgado un premio por parte de la organización de los Guiness World Records.

## Historia
La primera emisión de Sábados Felices fue vista el 5 de febrero de 1972 con el nombre de «Campeones de la risa», bajo la dirección de Alfonso Lizarazo. El nombre del programa cambió el 31 de enero de 1976 por el de «Sábados Felices» cuando fue ubicado en la parrilla de programación de los sábados.
El gran gestor del programa fue Alfonso Lizarazo, quien estableció un estilo propio y estimuló el talento de personas con sentido del humor, ligado a las actividades cívicas en beneficio de los niños en edad escolar.[cita requerida]
El elenco desde un comienzo ha estado integrado por comediantes naturales los cuales han explotado su habilidad para el humor, los rasgos físicos y sus raíces. Personajes como Jaime «El Flaco» Agudelo, Hugo Patiño «El Príncipe de Marulanda», Carlos «El Mocho» Sánchez, Óscar Meléndez,«Rabiol Pedrero» Jacqueline Henríquez " La señorita pía" y Hernando Latorre «El chato», hicieron parte del grupo inicial.[cita requerida] Se han venido sumando más de 50 cómicos colombianos a lo largo de su permanencia en la televisión colombiana,[cita requerida] donde se considera el programa de producción nacional de mayor permanencia en los hogares colombianos.[cita requerida] El 12 de enero de 1980 Sábados Felices transmitió su primer capítulo a color, en los estudios Gravi.[cita requerida]. Por iniciativa de Alfonso Lizarazo, el programa ha sido la escuela de libretistas y formación de un sinnúmero de comediantes y humoristas de Colombia. De este espacio han salido figuras a formar su propio programa o a protagonizar otros del mismo género. [cita requerida].
En un comienzo los personajes se caracterizaban por tener ciertos dichos, estos son algunos:
- Oscar Meléndez (Rabiol Pedrero) "Es que con gente de mal genio, no se puede tratar"
- Pedro Nel Martínez (Surrucuca) "¡Ay Juejulia... me extrovertí!"
- Álvaro Lemmon (Negrito) "¡Yoooo! y que mi Dios se lo pague"
- Humberto Martínez Salcedo (Maestro Salustiano Tapias) "¡Ja jay...! pa' más piedra"
- Jaime Agudelo (El Flaco) "Oíste, ¿a vos no te conocí en Palmira?"
- Jaime Santos (Dr. Climaco Urrutia) "¿Cuándo almorzamos?"
- Hugo Patiño (Anselmo) "Papeado, Papeado"[9]

A finales de 1981 Álvaro Lemmon «El hombre Caimán», Jaime Agudelo «El Flaco», Carlos Agudelo (Hermano del Flaco) Humberto Martínez Salcedo «Maestro Salustiano Tapias», y Pedro Nel Martínez «Surrucuca» , Conformaron el grupo musical llamado "Los Ruanetas", de música popular, con temas como "Kokoroyó", "Cinturita de avispa", "Los apagones", "Una buena Nochebuena" y "Coplas del Ja ja ja", entre otras, recopiladas en el disco "Llegaron los ruanetas".[cita requerida]
El 4 de julio de 1998, Sábados Felices alcanzó 1.323 emisiones en la televisión pública. Con la privatización de este medio, cambió su formato, inicialmente bajo el mando de Enrique Colavizza, luego de Jota Mario Valencia, y después por Alí Humar. Después de Jota Mario Valencia, su presentador fue Hernán Orjuela. Actualmente, la presentación está a cargo de Humberto Rodríguez. La antigua sección «Los Pesos Pesados de la Risa» (donde los humoristas consagrados del país se enfrentaban entre sí para declarar al mejor) era presentada por Fernando «''Kevin''» Colmenares.
El 20 de febrero de 2016, el programa Sábados Felices recibió el Récord Guinness como el programa de humor en el aire más antiguo de la televisión mundial.

## Conductores

### Actual
- Humberto Rodríguez El Gato (2011- )

### Anteriores
- Alfonso Lizarazo (1972-1998)
- Enrique Colavizza (1998)
- Jota Mario Valencia (1998-2002)
- Carlos Calero (2002)
- Hernán Orjuela (2002-2011)
- Vaneza Peláez (2012-2020)
- Tahiana Bueno (2014-2015)

## Elenco

### Actuales Integrantes[18]
- Hugo Patiño "El Príncipe de Marulanda" (1972- )

- David Alberto García "Jeringa" (1987-1998, 2000-2004, 2012- )

- Heriberto Sandoval "Pacífico Cabrera" (1991-1998, 2000- )
- César Corredor "Barbarita" (1991- )
- Alexandra Restrepo (1992- )
- Nelson Polanía "Polilla" (1996-1998, 2002- )
- Jesús Emilio Vera "Chumillo" (1998- )
- María Auxilio Vélez (2003- )
- Gustavo Villanueva "Triki Trake" (2004-2019, 2020- )
- Heidi Corpus (2004- )
- Pedro González "Don Jediondo" (2004- )
- Juan Guillermo Zapata "Carroloco"  (2007- )
- Susana López "Susy" (2010- )
- Alexander Rincón & Roberto Lozano "Los Siameses" (2011- )
- Carlos Sánchez "El Mono" (2011- )
- Édgar Sánchez Torres "Junífero" (2011- )
- John Jairo Londoño "Fosforito" (2011- )
- Frey Eduardo Quintero "Boyacomán" (2011-2022,2023-)
- José Castellón "Joselo" (2011- )
- Julián Madrid "Piroberta" (2011- )
- Mauricio Núñez "Chester" (2011- )
- Diego López, Elkin Rueda, Javier Ramírez y Mauricio Ramírez "Grupo Salpicón" (2013- )
- Tahiana Bueno (2014- )
- Fernando Monge (2015- )
- Jorge Muñoz "Tato" (2015- )
- Carlos Andrés Mejía "Obvidio" (2017-)
- Hugo Neimer González "Lucumí" (2018-)
- Óscar Díaz "El pollo" (2018-)
- Jhovany Ramírez "Jhovanoty" (2018-)
- Doriam Rosero y Alfonso Sierra "Los Trovadores de Cuyes" (2019-)
- Leonardo Cuervo (2021-)
- Miguel Ángel Álvarez "Thor" (2022-)
- Katherine Giraldo (2022-)
- Andrés Leonardo Velásquez "El Pato Velásquez” (2023-)
- Jerónimo Zavala "Nospi Zavala" (2024-)
- Lía Baena (2025-)

### Anteriores Integrantes
- Hernando Latorre "El Chato" (1972-1975†)
- Humberto Martínez Salcedo "Maestro Salustiano Tapias" (1972-1986†)
- Óscar Meléndez "Rabiol Pedreros" (1972-1993)
- Carlos Sánchez "El Mocho" (1972-2005†)
- Jaime Agudelo "El Flaco" (1972-2009†)
- Hernando Casanova "El Culebro" (1973)
- Jorge, Wilson, Carlos y Rafael Monroy "Los Hermanos Monroy" (1974-1989)
- Margalida Castro (1974-1979)
- Astrid Junguito (1975-1979)
- Álvaro Páez (1975-1980)
- María Margarita Giraldo (1975-1979)
- Jacqueline Henríquez "La Señorita Pía" (1975-1991)
- Edgar Palacio "El Corroncho" (1975-1981)
- Jorge Zuloaga "Topolino" (1976-1998)
- Enrique Colavizza "El Doctor Pantalla" (1976-2013)
- Pedro Nel Martínez "Surrucuca" (1977-1990)
- Jaime Santos "Doctor Climaco Urrutia Urrutia" (1977-1979)
- Marcelino Rodríguez "Mandíbula" (1979-2013)
- Norberto López "Tancredo Plata" (1978-2019)
- Álvaro Lemmon "El Hombre Caimán" (1981-2019)
- Martha Stella Calle (1981-1994)
- Diego León Hoyos (1981-1986)
- Amanda Ospina (1984-1990)
- Patricia Silva (1984-2024)
- Fabiola Posada "La gorda Fabiola" (1987-1998, 2005-2024†)
- Yaneth Waldman (1989-1993)
- Juan Ricardo Lozano "Alerta" (1991-1998, 2000-2018)
- Alejandro Muñoz Garzón "Machorrito" (1988-1998)
- Martha Liliana Ruiz (1991)
- Víctor Manuel Osorio "Caremonja" (1994-1998)
- Luis Ferro "El Guachimán" (1994-2004)
- Maureen Belky Ramírez "Marbelle" (1995)
- Gustavo Salinas "Paisalinas" (1996-1998)
- Miguel Lizarazo "El Boyaco" (1996-2006)
- Jairo Florián (1996-1998)
- Freddy Sosa "Bebé Buñuelo" (1997-2005)
- Carlos Eduardo Vargas "Campesino Gomelo"  (1998-2005)
- Sonya Rico (1998-2004)
- Lucero Gómez (1998-2020†)
- Abrahan Mendoza "El Majito" (1998)
- Luis Alberto Rojas "Calbeto" (1999-2006)
- Ana Milena Cardona (2001-2002)
- Jimena García (2001-2002)
- Fabián Mendoza (2005-2009)
- Gerly Hassam Gómez "Rogelio Pataquiva" (2005-2017, 2021-2022)
- Leidy Johana Duque (2006-2009)
- Carlos Arturo Moreno (2006-2015)
- Guillermo Orozco "Memo Orozco" (2007-2014, 2017-2021)
- Francisco Fuentes "Pacho Sin Fortuna" (2009 - 2016†)
- Óscar Monsalve "Risa Loca" (2011-2022)
- Leonardo Vargas "El Gordo" (2011-2014)
- Jovan Mejía & Manuel Caro "Caballo Loco" (2011-2015)
- Omar Alejandro Leiva "Piter Albeiro" (2011-2017)
- Elizabeth Loaiza (2013)
- Jonathan Cabrera (2016-2023)
- Yedinson Flórez "Lokillo" (2017-2020)
- Yermaín Manrique "Yermaín" (2018-2022)
- Juan Pablo Martínez "Jotapé" (2021-2023)

† Salida por fallecimiento

## Secciones
La mayor parte de las secciones que componen el programa consisten en parodias basadas en las producciones que ha hecho el Canal Caracol (productor del programa) como “Ría a Ría”, “Mensa para tres”, "La Plaga" (las cuales se graban en el set original de las mismas), "Las telebobelas", “El paredón”, “Humor a la carta”, “A reír en serio”, "El que busca encuentra", "Pille el detalle", estos dos últimos traían un error para que los televidentes lo adivinaran, y enviaran una carta con la respuesta para participar por diferentes premios, y otras parodias sobre la actualidad nacional e internacional, los concursos así como la campaña social: “Una sonrisa por la Paz”.

## Parodias de producciones
| Año       | Nombre de la Parodia                                      | Nombre de Producción Original                               |
| --------- | --------------------------------------------------------- | ----------------------------------------------------------- |
| 1972      | Conténtense                                               | Concéntrese                                                 |
| 1973      | Animaladas                                                | Animalandia                                                 |
| 1974      | Gaturalia                                                 | Naturalia                                                   |
| 1983      | La Pezuña del Patas                                       | La pezuña del diablo                                        |
| 1984      | Noticiero Nacio-mal                                       | Noticiero Nacional                                          |
| 1985      | Tuyo es mi Camisón                                        | Tuyo es mi corazón                                          |
| 1986      | Cachito Ramírez                                           | Gallito Ramírez                                             |
| 1987      | Noticiero Gritón                                          | Noticiero Criptón                                           |
| 1988      | Gallinazo Viejo                                           | Caballo Viejo                                               |
| 1989      | Alamar                                                    | Calamar                                                     |
| 1990      | Panela                                                    | Azúcar                                                      |
| 1990      | Porque Mataron a Betty si ya Buscaron al Happy            | ¿Por qué mataron a Betty si era tan buena muchacha?         |
| 1990      | Desviado Especial                                         | Enviado Especial                                            |
| 1991      | Cuando quiero llorar me sacan o Los Topolinos             | Cuando quiero llorar no lloro (Los Victorinos)              |
| 1991      | Presente en Pasado                                        | El Pasado en Presente                                       |
| 1992      | Cara y Sello                                              | Cara a Cara                                                 |
| 1992      | En Cuarto Ajeno                                           | En Cuerpo Ajeno                                             |
| 1995      | Cafetera                                                  | Café Con aroma de Mujer                                     |
| 1995      | Quac                                                      | ¡Quac! El Noticero                                          |
| 1996      | La Viuda del Negro                                        | La Viuda de Blanco                                          |
| 1997      | Lo que el viento no se llevó                              | Lo que el viento se llevó                                   |
| 1999      | Gracias a Dios                                            | Dios se lo pague                                            |
| 1999      | La guerra de las roscas                                   | La guerra de las Rosas                                      |
| 2000      | Cleofe Contigo                                            | María C Contigo                                             |
| 2000      | Ladra en América                                          | Laura en América                                            |
| 2000      | ¿Quién no quiere ser millonario?                          | ¿Quién quiere ser millonario?                               |
| 2000-2002 | Traigo una Caliente                                       | Tribuna Caliente                                            |
| 2001      | La Baby Chiste                                            | La Baby Sister                                              |
| 2001      | Expedición Ron y Son                                      | Expedición Robinson                                         |
| 2001      | Yo, Chepe Grabiel                                         | Yo, José Gabriel                                            |
| 2002      | Los Pinzón                                                | Los Simpson                                                 |
| 2002      | Pedro el Escabroso                                        | Pedro el escamoso                                           |
| 2002      | Bagres e Hijos                                            | Padres e Hijos                                              |
| 2002      | Expedición Ron y Son: El Desatino                         | Expedición Robinson: El Desafío                             |
| 2002      | Teleinventas                                              | Televentas                                                  |
| 2002-2003 | 100 Colombianos ¡Pisen!                                   | 100 colombianos dicen                                       |
| 2003      | Daria Transnochada                                        | María Madrugada                                             |
| 2003      | Pescados paquitales                                       | Pecados capitales                                           |
| 2003      | Tostar                                                    | Popstars                                                    |
| 2004      | Pasión de Gavilleros                                      | Pasión de Gavilanes                                         |
| 2004      | La Plaga, negocia a su familia                            | La Saga, Negocio de Familia                                 |
| 2004      | Mensa pa' los tres                                        | Mesa para tres                                              |
| 2004      | Desatino, La Desventura                                   | Desafío 20-04, La Aventura                                  |
| 2004      | Dora, La Celeadora                                        | Dora, la Celadora                                           |
| 2005      | Por Amor a Troila                                         | Por Amor A Gloria                                           |
| 2006      | Sin esas no hay para eso                                  | Sin tetas, no hay paraíso                                   |
| 2006      | El no aprendí                                             | El Aprendiz                                                 |
| 2006      | Tu voz Estéril                                            | Tu voz estéreo                                              |
| 2007      | Huelo a rico, huelo a pobre                               | Nuevo Rico, Nuevo Pobre                                     |
| 2008      | El Tropel de los Chachos                                  | El Cartel de los Sapos                                      |
| 2008      | Enredar                                                   | El radar                                                    |
| 2009      | Mezquinos                                                 | Vecinos                                                     |
| 2009      | Ole Bobita                                                | Oye Bonita                                                  |
| 2010      | Desatino "La lucha de las raciones, el colorete del loro" | Desafío 2010: La lucha de las regiones, el brazalete dorado |
| 2010      | La Bella Sexy y el Impotente                              | La bella Ceci y el imprudente                               |
| 2011      | A Yo me Llaman 1                                          | Yo Me Llamo 1                                               |
| 2011      | La Bruta                                                  | La Bruja                                                    |
| 2011-2014 | El Precio es Carreta                                      | El Precio es Correcto                                       |
| 2012-2014 | Do Re Montones                                            | Do Re Millones                                              |
| 2012      | A Yo Me Llaman 2                                          | Yo Me Llamo 2                                               |
| 2012      | Desatino, el Trajín Inmundo                               | Desafío 2012, el fin del mundo                              |
| 2013      | Desatino, Pal África Aborigen                             | Desafío África, el Origen                                   |
| 2014      | La Trompa de Loro                                         | La Ronca de Oro                                             |
| 2014      | A Yo Me Llaman 3                                          | Yo Me Llamo 3                                               |
| 2014      | La Seducción                                              | La Selección, la Serie                                      |
| 2014      | El desatino, más muecos a diez mil la noche               | Desafío 2014: Marruecos, las mil y una noches               |
| 2015      | El desatino, India la reencauchación                      | Desafío 2015: India, la reencarnación                       |
| 2015      | Las Hormonitas Cállense                                   | Hermanitas Calle                                            |
| 2016      | El Desatino, Súper Bacanos                                | Desafío 2016: Súper humanos                                 |
| 2017      | A Yo Me Llaman 4                                          | Yo Me Llamo 4                                               |
| 2017      | El Desatino Súper Catanos "Bakana"                        | Desafío 2017: Súper Humanos, Cap Cana                       |
| 2018      | Desatino Súper Mundanos 15 años                           | Desafío 2018: Súper Humanos-15 años                         |
| 2018      | A yo Me Llaman 5                                          | Yo Me Llamo 5                                               |
| 2019      | Desatino Super Rajones                                    | Desafío 2019: Súper Regiones                                |
| 2019      | A yo me llaman 6                                          | Yo me llamo 6                                               |
| 2021      | Desatino Pa' Vos                                          | Desafío: The Box                                            |
| 2022      | A yo me llaman 8                                          | Yo me llamo 8                                               |
| 2022      | Llorelys Henao: lloro para no cantar                      | Arelys Henao: canto para no llorar                          |
| 2022      | Desatino Pa' Vos 2                                        | Desafío: The Box 2                                          |
| 2022      | La vuelta al mundo sin tanta visa                         | La vuelta al mundo en 80 risas                              |
| 2023      | Desatino Pa' Vos 3                                        | Desafío: The Box 3                                          |
| 2023      | A yo me llaman 9                                          | Yo me llamo 9                                               |
| 2024      | Teleinventas 2                                            | Televentas                                                  |
| 2024      | Desatino XX                                               | Desafío XX                                                  |
| 2025      | A yo me llaman 10                                         | Yo me llamo 10                                              |
| 2025      | Desatino del Siglo XXI                                    | Desafío del Siglo XXI                                       |

## Parodias Generales
Son Parodias que se hacen de programas de variedades o informativos, que no finalizan constantemente como una novela, serie o Reality. Se hacen esporádicamente.
- Noticias Cara-cuy Antes Llamado Noticias Camaleón (Parodia de Noticias Caracol)
- Ría Ría, antes llamado De-a Día y Ria a Día (Parodia de Día a Día)
- La Res (Parodia del programa La Red)
- Pésimo Día (Parodia del programa Séptimo Día)
- Cólico Caregol (Parodia de la sección "Código Caracol" de Noticias Caracol)
- La finca de eloy , Antes Llamado La finca de ayer ( Parodia Del programa agropecuario La finca de hoy)

## Obra social
Uno de los pilares fundamentales de Sábados Felices lo constituye la obra social que ha adelantado el elenco de este programa desde el 11 de junio de 1977, cuando comenzó la campaña pro construcción de escuelas Lleva una escuelita en tu corazón que incluyó la gira más grande que haya hecho un grupo de artistas de la televisión en función de caridad. Además de promover la construcción de escuelas, el elenco del programa armaba un equipo de fútbol que se enfrentaba a un equipo de la comunidad visitada en un partido con muchos efectos humorísticos por parte del elenco. El elenco del programa ganó casi todos los partidos jugados.
En más de 25 años se han logrado 302 viajes apoyando la realización de obras escolares, guarderías, parques infantiles, bibliotecas, etc. Bajo la coordinación general de Fernando Ramírez Montoya, asistente de dirección, con el apoyo de algunas empresas y especialmente de Caracol Televisión a favor de los niños con familias de escasos recursos.
El elenco de Sábados Felices viaja por todo Colombia haciendo periódicamente programas benéficos y ha sido invitado en varias oportunidades a países como: Estados Unidos, Venezuela, México, Panamá, Chile y Argentina. Además de Lleva una escuelita en tu Corazón, recientemente apareció Una Sonrisa Por la Paz, ambas campañas son del cariño de los colombianos.
Este espacio ha sido generador de los especiales que cada año congregan lo mejor del humor mundial, bajo el nombre del Festival Internacional del Humor, que se transmite desde 1984. Sábados Felices además ha recibido innumerables galardones nacionales e internacionales.

## Premios y nominaciones

### Premios India Catalina
| Año  | Categoría                                                     | Resultado |
| ---- | ------------------------------------------------------------- | --------- |
| 2025 | Mejor programa de humor                                       | Nominado  |
| 2017 | Mejor programa de humor                                       | Ganador   |
| 2016 | Mejor programa de humor                                       | Ganador   |
| 2015 | Mejor programa de entretenimiento                             | Nominado  |
| 2014 | Mejor programa de humor                                       | Nominado  |
| 2013 | Mejor programa de humor                                       | Nominado  |
| 2012 | Mejor programa de humor                                       | Nominado  |
| 2010 | Mejor programa de entretenimiento o humor (Sábados Felicitos) | Ganador   |
| 2008 | Mejor programa de entretenimiento o humor                     | Ganador   |
| 2006 | Mejor comedia o programa de humor                             | Ganador   |
| 2005 | Mejor programa de humor                                       | Ganador   |
| 2003 | Mejor programa de entretenimiento                             | Nominado  |
| 2002 | Mejor comedia o programa de humor                             | Nominado  |
| 1995 | Mejor programa de humor                                       | Ganador   |
| 1988 | Mejor programa de humor                                       | Ganador   |

### Premios TVyNovelas
| Año  | Categoría                    | Nominado                     | Resultado |
| ---- | ---------------------------- | ---------------------------- | --------- |
| 1995 | Mejor programa humorístico   | Mejor programa humorístico   | Ganador   |
| 1996 | Mejor actriz cómica          | Fabiola Posada               | Nominada  |
| 1997 | Mejor programa humorístico   | Mejor programa humorístico   | Ganador   |
| 1997 | Mejor actriz cómica          | Fabiola Posada               | Nominada  |
| 1998 | Mejor actriz cómica          | Fabiola Posada               | Ganadora  |
| 2003 | Mejor programa de variedades | Mejor programa de variedades | Ganador   |
| 2005 | Mejor programa humorístico   | Mejor programa humorístico   | Nominado  |
| 2006 | Mejor programa humorístico   | Mejor programa humorístico   | Ganador   |
| 2011 | Mejor programa humorístico   | Mejor programa humorístico   | Nominado  |

### Premios Simón Bolívar
| Año  | Categoría               | Resultado |
| ---- | ----------------------- | --------- |
| 1998 | Mejor programa de Humor | Ganador   |

### Premios Talento Caracol
| Año  | Categoría                         | Resultado |
| ---- | --------------------------------- | --------- |
| 2004 | Mejor programa de Humor           | Ganador   |
| 2005 | Mejor programa de Humor           | Ganador   |
| 2014 | Mejor Programa de Entretenimiento | Nominado  |

### Otros premios
- Premio Orquídea USA a Mejor programa de Humor
- Premio Orquídea USA a Mejor Humorista Juan Ricardo Lozano Alerta[22]
- Premio Simón Bolívar de Periodismo Caricatura en Televisión: Guerreros, versos satánicos y arrancó el ciclismo, en Sábados Felices[23]

## Breves estadísticas
- Récord de audiencia televisiva por varios años consecutivos según los estudios de sintonía. Uno de los programas de mayor índice de audiencia fue el 10 de marzo de 1990, víspera de las elecciones presidenciales con 74 puntos, cifra que nadie ha superado.[cita requerida] Siete mil concursantes novatos comenzaron en el concurso “Los cuentachistes” muchos de ellos llegaron a ser campeones y hoy son humoristas con proyección a nivel nacional e internacional como: José Ordóñez Jr.,"Récord Guinness" 86 horas seguidas, diciembre de 2014, José Ordóñez (papá), Ismael Barrios, actor de telenovelas, José Manuel Ospina, David A. García “Jeringa”, “La Gorda” Fabiola, Heriberto Sandoval, “Récord Guinness” como el cuentachistes más rápido del mundo, Piter Albeiro, En el año 2004 comenzó con 40 horas, luego impuso un récord de 66 horas y en el año 2006 escribió su nombre en los libros de la historia como el primer ser humano capaz de contar chistes 101 horas seguidas.
- Más de 6.000 chistes narrados y actuados por el elenco corresponden a igual número de televidentes de todo el país. Cientos de cartas se reciben semanalmente tanto por correo electrónico y correo tradicional.

## Maratón Sábados Felices 44 años
El viernes 19 de febrero de 2016, en el Canal Caracol se celebró la conmemoración de los 44 años del programa con una maratón de 24 horas hechas totalmente en vivo con todo el elenco de Sábados Felices, además de invitados especiales como Robinson Díaz, haciendo de El Cabo (personaje de El Cartel De Los Sapos), Flavia Dos Santos, Carolina Cruz, Camilo Cifuentes, el artista de champeta urbana Kevin Florez, el artista de música popular Pipe Bueno, humoristas invitados y participantes y ganadores de la sección de "Los CuentaChistes" entre otros; programas de Caracol Televisión como Día a Día y La Red se integraron a esta maratón la cual arrancó desde las 11 p. m. y terminó el sábado 20 de febrero a las 11 p. m. con un emotivo homenaje a Francisco Fuentes "Pacho Sin Fortuna" tras su partida.
Durante la maratón, la delegación de Guinness Record, enviada desde los Estados Unidos, entregó oficialmente al director Alí Humar, al presentador Humberto Rodríguez El Gato y a todo el elenco el reconocimiento del World Record Guinness como el programa de humor más antiguo de la televisión mundial durante 44 años ininterrumpidos. El programa nació el 5 de febrero de 1972.